# Бозе (лунный кратер)
Кратер Бозе (лат. Bose) — ударный кратер в южном полушарии обратной стороны Луны. Название дано в честь бенгальского учёного-энциклопедиста: физика, биолога, биофизика, ботаника, археолога и писателя-фантаста Джагадиша Чандра Боше (1858—1937) и утверждено Международным астрономическим союзом в 1970 г. Образование кратера относится к нектарскому периоду.

## Описание кратера

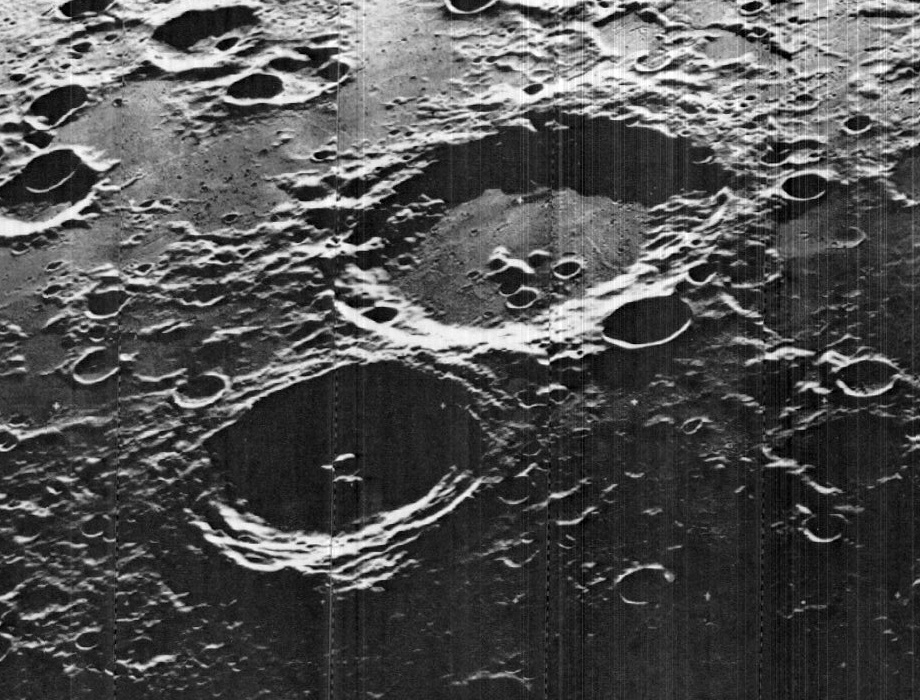
Кратеры Бозе (вверху) и Баба (внизу). Снимок зонда Lunar Orbiter - V (север справа).

Кратер находится в центре бассейна Южный полюс — Эйткен. Ближайшими соседями кратера являются кратер Бойль на западе; кратер Альдер на северо-западе и кратер Баба на юго-востоке. Селенографические координаты центра кратера 53°57′ ю. ш. 169°22′ з. д. / 53,95° ю. ш. 169,36° з. д., диаметр 92,6 км, глубина 2,83 км.
Вал кратера значительно разрушен и сглажен последующими импактами, северо-восточная часть вала перекрыта сателлитным кратером Бозе D (см. ниже). Высота вала над окружающей местностью составляет 1430 м. Юго-западная часть внутреннего склона сохранила остатки террасовидной структуры, северо-восточная часть внутреннего склона прорезана бороздами. Дно чаши кратера сравнительно ровное, имеется небольшой центральный пик несколько смещенный к юго-востоку от центра чаши. Состав центрального пика — габбро-норито-троктолитовый анортозит с содержанием плагиоклаза 80-85 % (GNTA2), анортозитовый габбро-норит (AGN) и анортозитовый норит (AN). Дно чаши кратера отмечено несколькими небольшими кратерами, три из них располагаются на востоке от центрального пика.

## Сателлитные кратеры

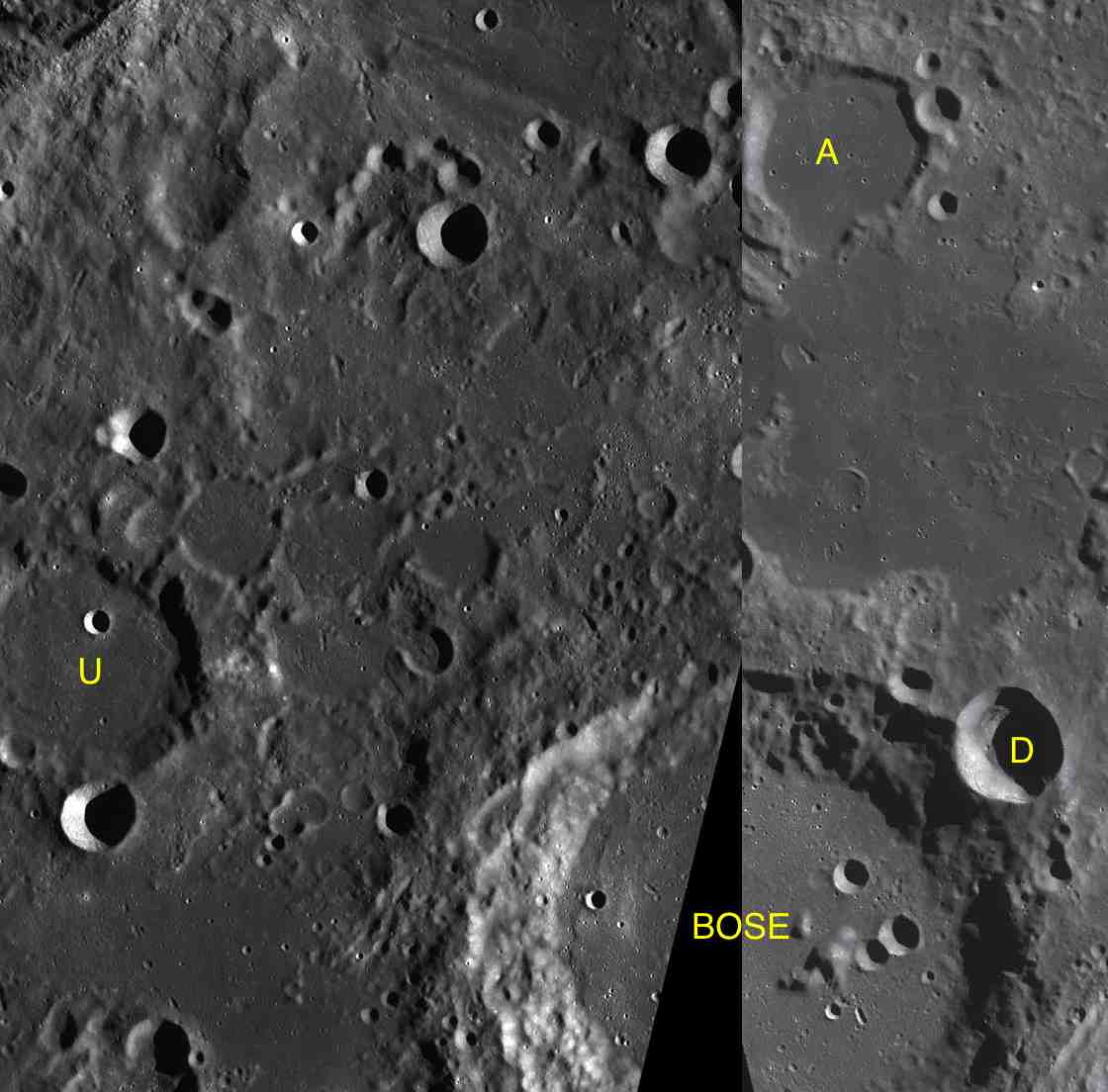
Фрагменты карт LAC-132, LAC-133.

| Бозе | Координаты                                              | Диаметр, км |
| ---- | ------------------------------------------------------- | ----------- |
| A    | 49°40′ ю. ш. 167°27′ з. д. / 49,66° ю. ш. 167,45° з. д. | 30,8        |
| D    | 53°08′ ю. ш. 166°55′ з. д. / 53,13° ю. ш. 166,92° з. д. | 19,6        |
| U    | 53°07′ ю. ш. 176°03′ з. д. / 53,12° ю. ш. 176,05° з. д. | 40,0        |